# Amphicteis gunneri
Amphicteis gunneri é uma espécie de anelídeo pertencente à família Ampharetidae.
A autoridade científica da espécie é M. Sars, tendo sido descrita no ano de 1835.
Trata-se de uma espécie presente no território português, incluindo a sua zona económica exclusiva.